# Перфорированный лист

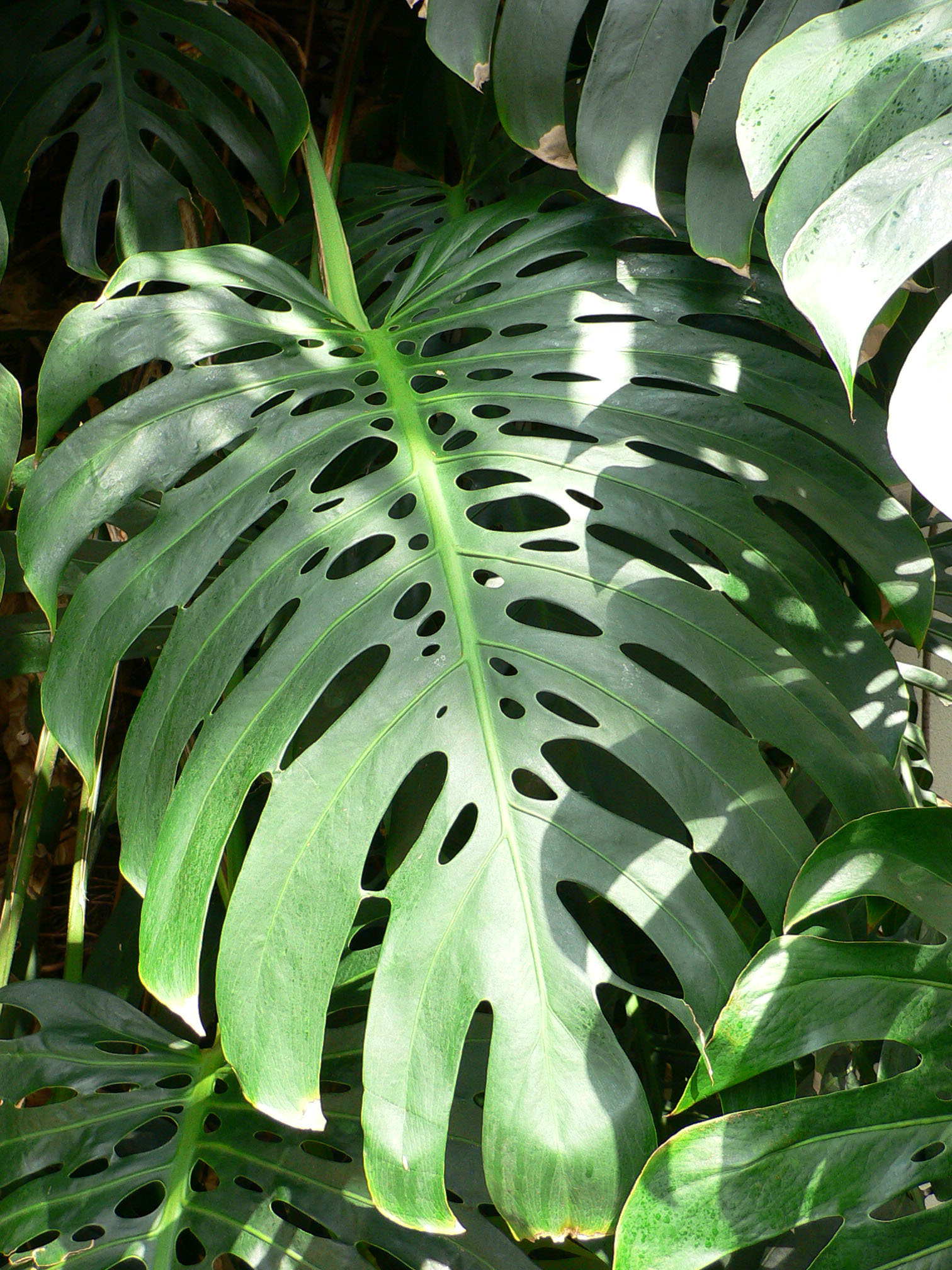
Монстера

Перфорированные листья, иногда называемые окончатыми, встречаются в природе у некоторых видов растений. Отверстия развиваются по мере роста листа.

## Описание
Размер, форма и количество отверстий в каждом листе могут сильно различаться в зависимости от вида и даже в пределах одного вида. Перфорация вызывается прекращением роста клеток на участках листа или отмиранием на ранней стадии развития листа. Эти деформации, возникающие на ранних этапах развития листа, в конечном итоге больше похожи на косые черты, тогда как те, которые развиваются позже, в конечном итоге больше похожи на отверстия. Эта черта обнаружена у Апоногетона мадагаскарского и у нескольких родов семейства Ароидные, особенно у Монстеры.
Неизвестно, какой эволюционной цели служит перфорация, но есть несколько предположений:
- Перфорация может служить для лучшей циркуляции воздуха и минимизации вероятности разрыва листьев при сильном ветре[1].
- Перфорация может служить защитой от травоядных. Отверстия могут делать лист менее привлекательным.